# Adilly
Adilly ist eine französische Gemeinde mit 312 Einwohnern (Stand 1. Januar 2022) im Département Deux-Sèvres in der Region Nouvelle-Aquitaine.

## Geografie
Die Gemeinde liegt auf 160 m über dem Meeresspiegel am Flüsschen Cébron, acht Kilometer nordwestlich von Parthenay. Sie ist Teil der Communauté de communes de Parthenay-Gâtine.

## Bevölkerungsentwicklung
| Jahr      | 1962 | 1968 | 1975 | 1982 | 1990 | 1999 | 2007 | 2015 |
| Einwohner | 362  | 342  | 277  | 292  | 296  | 285  | 316  | 301  |

22 Prozent der Bevölkerung sind 19 Jahre alt oder jünger. Sieben Prozent der Bevölkerung sind 75 Jahre alt oder älter.